# ケリー・ヒルソン
ケリー・ヒルソン（Keri Hilson、本名：Keri Lynn Hilson、1982年12月5日 - )は、アメリカ合衆国ジョージア州アトランタ出身のR&Bシンガーである。ウィルヘルミーナ・モデルズ所属。
元々は、これまでに数多くのヒット曲を世に送り出してきたソングライター・チーム「The Clutch」のメンバーとして有名であったが、その後ソロデビューを飾り、一躍人気者になった。また、音楽プロデューサーとしての活動も活発に行っており、これまでにアッシャー、プッシーキャット・ドールズ、クリス・ブラウン、メアリー・J. ブライジ、ブリトニー・スピアーズ等に楽曲を提供した。
ソロデビューまでの似た境遇がニーヨと共通していたことなどから「女性版Ne-Yo」のキャッチフレーズも使われていた。身長は「5フィート9インチ（175cm）」と本人がインタビューで述べている。

## 略歴
1982年12月5日にアトランタ近郊で生まれる。10代前半の頃からピアノや歌を学びながら才能を磨いていき、10代の後半にはディスティニーズ・チャイルドなどを手掛けている音楽プロデューサーのアンソニー・デントの元で働くようになる。
2001年に入ると本格的に作曲を始め、多くの人気アーティストへ楽曲を提供するようになる。
2009年3月24日にファーストアルバム『イン・ア・パーフェクト・ワールド･･･ (In a Perfect World...)』をリリース。同アルバムからの2ndシングル「Knock You Down (featuring Kanye West & Ne-Yo)」は、全米シングルチャートにて最高位3位を記録する大ヒットを記録した。

## ディスコグラフィー

### アルバム
| 発売日         | アルバムのタイトル    | 販売レーベル       | 米   | ゴールド等認定 |
| 2009年3月24日  | In a Perfect World... | Interscope Records | 4位  | -              |
| 2010年12月17日 | No Boys Allowed       | Interscope Records | 11位 | TBA            |
| N/A            | L.I.A.R.              | Interscope Records | TBA  |                |

### シングル
| 発表年 | 曲名                                            | 各チャート最高位 | 各チャート最高位 | 各チャート最高位 | 収録アルバム          |
| 発表年 | 曲名                                            | Hot 100          | Hot R&B          | Pop 100          | 収録アルバム          |
| ------ | ----------------------------------------------- | ---------------- | ---------------- | ---------------- | --------------------- |
| 2008年 | "Energy"                                        | 78               | 21               | 72               | In a Perfect World... |
| 2008年 | "Return the Favor" (featuring Timbaland)        | —                | —                | —                | In a Perfect World... |
| 2008年 | "Turnin' Me On" (featuring Lil Wayne)           | 15               | 2                | 28               | In a Perfect World... |
| 2009年 | "Knock You Down" (featuring Kanye West & Ne-Yo) | 3                | 1                | 7                | In a Perfect World... |
| 2009年 | "Slow Dance"                                    | —                | 49               | —                | In a Perfect World... |